# Dorosoma
Cá bẹ Mỹ (Dorosoma) là một chi trong các loài cá trích mình dày thuộc họ Clupeidae. Có 5 loài bản địa thuộc Tân Thế giới, chúng là cá nước ngọt sống ở Vịnh.

## Các loài
- Dorosoma anale Meek, 1904 (Có bẹ sông Mexico)
- Dorosoma cepedianum (Lesueur, 1818) (Cá bẹ Mỹ)
- Dorosoma chavesi Meek, 1907 (Cá bẹ Nicaragua)
- Dorosoma petenense (Günther, 1867) (Threadfin shad)
- Dorosoma smithi C. L. Hubbs & R. R. Miller, 1941 (Cá bẹ Thái Bình Dương)

## Trong ẩm thực
Cá bẹ các loại được nấu được nhiều món, từ nấu canh ngót, kho mặn, đến ướp sả ớt chiên dòn hay nạo ra làm chả. Người Nhật và người Hàn Quốc coi các món ăn chế biến từ cá bẹ là món ngon. Cách dễ làm dễ ăn là hầm rục (còn gọi là kho rục) với cà chua và gia vị. Ăn với cơm hoặc bánh mì. Cách thứ hai là ướp gia vị rồi bọc giấy bạc nướng lửa than. Ăn cá cách này thưởng thức mùi thơm trước khi nếm vị ngọt. Trong gia vị của hai cách này luôn có sả tươi. Cách thứ ba là bào lấy thịt quết chả. Chả cá bẹ chiên hoặc hấp đều ngon.
Ở Hàn Quốc, người ta ăn cá trong tình trạng tươi sống. Cá vừa được đánh bắt từ sông Chungcheong đang được rọngtrong những bồn nhỏ có bơm dưỡng khí, khi lên thớt con quẫy đạp. Đây là món Sashimi cá bẹ. Chấm cá sâu vào sốt cay đậu nành Hàn Quốc rồi ăn với rong biển khô và kim chi. Có thể đi trước có thể theo sau là một chung nhỏ rượu gạo. Cách ăn này giúp thực khách tận hưởng trọn vẹn cái vị ngọt đích thực của cá bẹ Gizzard, một vị ngọt độc đáo. Món Sashimi dùng cá ở tầm 2-3 in
Món cá nướng dùng cá lớn hơn ở tầm 4-5 in. Ướp cá với gia vị hành tiêu ớt tỏi, lá sả rồi nướng lửa than. Cá nướng có biệt danh là Jeoneo vì trông nó giống cấm thẻ bài Trung Hoa. Jeoneo nướng giúp thực khách thấm đẫm mùi thơm trước khi thưởng thức vị ngọt. Cách thứ ba là hầm rục hay kho rim làm món Jeotgal, Cá bẹ quá lứa, từ 7-8 in trở lên dung làm Jeotgal. Một pound cá bẹ 7-8 in dùng làm Jeotgal chỉ bằng giá một pound ghẹ xanh tức 10.000 Won, trong khi đó cá bẹ 2-3 in dùng làm Sashimi giá tới 30.000 Won. Có lẽ vì vậy mà xưa kia món Jeotgal được xem là món ăn của người nghèo.